# Yamaguchi Hitomi
Yamaguchi Hitomi (japanisch 山口 瞳; * 3. November 1923 in Tokio; † 30. August 1995) war ein japanischer Schriftsteller.

## Leben
Yamaguchi studierte an der Kokugakuin-Universität und wurde nach dem Abschluss des Studiums Mitarbeiter des Verlages Kawade Shobo. Nach dem Konkurs des Unternehmens schrieb er für ein Weinmagazin des Getränkeherstellers Kotobukiya, für das auch der Schriftsteller Kaiko Ken arbeitete. Von 1945 bis 1948 lebte er in Kamakura. Hier lernte er u. a. den Philosophen Saegusa Hiroto und die Schriftsteller Yoshino Hideo und Takami Jun kennen.
Ab 1954 veröffentlichte er Literaturkritiken in der Zeitschrift Gendai Hyōron. 1961–1962 erschien in dem Frauenmagazin Fujin Gaho (婦人画報) sein Roman Eburimanshi no yuga na seikatsu (江分利満氏の優雅な生活), für den er 1963 den Naoki-Preis erhielt und der verfilmt wurde. Weitere erfolgreiche Romane waren Majime ningen, Izakaya Choji, Ketsu zoku und Kazoku. Von 1963 bis zu seinem Tode erschienen 31 Jahre lang in dem Wochenmagazin Shūkan Shinchō (週刊新潮) unter dem Titel Dansei jishin (男性自身) eine Reihe von 1614 humoristischen Essays über Freuden und Leiden des Alltagslebens und die Kindheit seiner eigenen Eltern. 1979 erhielt er für Ketsuzoku (血族), das zu dieser Reihe gehörte den Kikuchi-Kan-Preis. Einen detailreichen Bericht veröffentlichte er über seine Begegnungen mit Takami Jun.
Yamaguchi, der an Diabetes erkrankt war und die Krankheit überwunden hatte, widmete sich an seinem Lebensabend ausschließlich der Dansei jishin-Reihe. Er erkrankte an Lungenkrebs und verstarb plötzlich 1995 während er den Umzug in ein Hospiz vorbereitete.

## Verfilmung
- 1963 Eburimanshi no yuga na seikatsu (The Elegant Life of Mr. Everyman)[1]